# Reprezentacja Holandii w hokeju na lodzie mężczyzn
Reprezentacja Holandii w hokeju na lodzie mężczyzn — kadra Holandii w hokeju na lodzie mężczyzn.

## Historia
Od 1935 roku jest członkiem IIHF.
Trenerem kadry był Amerykanin Barry Smith.